# Немања Радоњић
Немања Радоњић (Ниш, 15. фебруар 1996)  српски je фудбалер. Тренутно наступа за Црвену звезду и репрезентацију Србије.

## Клупска каријера
Радоњић је фудбалом почео да се бави у родном Нишу где је играо у клубовима Медијани, Железничару и Радничком. Врло брзо је постао један од најперспективнијих младих играча у земљи након чега прелази у млађе категорије београдског Партизана. Након неког времена, декларисао се као навијач Црвене звезде, највећег ривала црно-белих а касније је одбио да потпише професионални уговор са Партизаном.
Неколико месеци је похађао омладинску школу фудбала „Георге Хађи“ у Румунији, пре него што је 2014. године потписао уговор с италијанским фудбалским клубом Рома. Клуб из Рима га је позајмио Емполију на једну сезону, а почетком 2016. године позајмљен је београдском фудбалском клубу Чукарички. Први гол у дресу београдског тима постигао је већ на свом дебију. То је било на утакмици у Лучанима у којој је Чукарички савладао Младост у оквиру 26. кола Суперлиге Србије. На следећој утакмици против Јагодине Радоњић је постигао гол са око 25 метара, те убрзо асистирао свом саиграчу Андрији Павловићу за нови погодак. Наступајући у дресу Чукаричког Радоњић је забележио 31 наступ и четири постигнута гола у свим такмичењима.
Радоњић је 21. јула 2017. године потписао петогодишњи уговор са Црвеном звездом. С обзиром да му претходни уговор с Ромом истиче тек половином 2019. године, у Звезди је регистрован као играч на позајмици. Радоњић је први пут истрчао на терен носећи број 49 на црвено-белом дресу 27. јула 2017. године у сусрету против Спарте из Прага. Ушао је у 61. минуту меча заменивши Бразилца Рикардиња.
Први пут је затресао мрежу на мечу против руског Краснодара, током сусрета плеј-оф рунде за Лигу Европе. Његов клуб је славио резултатом 2:1. Други гол за Звезду постигао је 14. септембра 2017. године, у ремију против белоруског БАТЕ Борисова.
Месец дана касније Звезда је играла против београдског Рада када је Радоњић доживео прелом метатарзалне кости, те је због тога морао на дужу паузу. На терен се вратио 14. априла 2018. и то у великом стилу – „затресавши мрежу“ Партизана у 157. „вечитом дербију“. То је уједно био његов први гол у домаћој лиги за Звезду.
Да је Радоњић један од кључних играча црвено-белих показао је постигавши четири гола у пет мечева до краја сезоне, укључујући и онај против Вождовца у последњем колу Суперлиге на којем је Звезда прославила титулу. Тако је Радоњић освојио свој први трофеј у каријери. На крају сезоне је уврштен у тим идеалних једанаест играча Суперлиге Србије у сезони 2017/18.
У септембру 2024. године Немања Радоњић се враћа у Црвену Звезду и потписује уговор на две године са опцијом продужетка на још једну, трећу годину.

## Репрезентација
Немања Радоњић је члан омладинске репрезентације Србије од своје 17. године. У дресу Орлића је током 2012. и 2013. године постигао пет голова у шест мечева, укључујући хет-трик на мечу против Белорусије.
Након тога постао је неизоставни члан селекције Србије до 18 и 19. година за које је у периоду од 2013. до 2015. године одиграо укупно 17 мечева и постигао четири гола. У селекцији до 20 година први пут је заиграо у новембру 2016. године када га је селектор Ненад Лалатовић позвао да наступа против репрезентације Црне Горе.
Лалатовић га је поново позвао да буде део српског тима који ће наступити на Европском првенству за играче млађе од 21 године. Као члан селекције до 21 године забележио је осам наступа, без постигнутих голова.
У новембру 2017. године уследио је позив ново-изабраног селектора Младена Крстајића у сениорску репрезентацију Србије током азијске турнеје. Деби у дресу Србије доживео је 14. новембра 2017. године када је у 81. минуту меча ушао као замена Андрији Живковићу током пријатељског меча са Јужном Корејом.
Био је у саставу Србије на Светском првенству 2018. у Русији, као и 2022. у Катару.

## Трофеји

### Црвена звезда
- Првенство Србије (1) : 2017/18.